# Synedoida pallescens
Synedoida pallescens är en fjärilsart som beskrevs av Augustus Radcliffe Grote och Robinson 1866. Synedoida pallescens ingår i släktet Synedoida och familjen nattflyn. Inga underarter finns listade i Catalogue of Life.